# شهرستان ولوسیا (فلوریدا)
شهرستان ولوسیا، فلوریدا (به انگلیسی: Volusia County, Florida) یک سکونتگاه مسکونی در ایالات متحده آمریکا است که در فلوریدا واقع شده‌است.

## خصوصیات
شهرستان ولوسیا ۳٬۷۰۸٫۸۸ کیلومترمربع مساحت دارد.